# Ugo Pierleoni
Ugo Pierleoni, C.R.S.V. (Roma, data incerta - cerca de 1183) foi um cardeal romano da Igreja Católica, Vice-chanceler da Santa Igreja Romana.

## Biografia
De uma família patrícia, era sobrinho-neto do antipapa Anacleto II e sobrinho do cardeal Ugo Pierleoni. Estudou na Universidade de Paris e ingressou nos Cônegos Regulares de Saint-Victor de Paris. Foi notário da Igreja Católica.
Criado pelo Papa Alexandre III como cardeal-diácono de Santo Ângelo em Pescheria no consistório de 1171. Subscreveu bulas papais emitidas entre 14 de março de 1173 e 13 de junho de 1178. Legado a latere na França, Inglaterra e Escócia, ele foi recebido na Inglaterra com altas honras pelo rei Henrique II e seu filho: o rei obteve da legação a faculdade de citar aos tribunais civis do reino os eclesiásticos acusados de caçar nas florestas reais, mas esta decisão do Legado irritou o clero. Então convocou um concílio em Westminster para resolver as diferenças entre os arcebispos de Cantuária e York sobre a primazia do reino e quem deveria sentar-se à direita do legado; quando os partidários do arcebispo de York apelaram diretamente ao papa, o legado considerou que o concílio havia sido violado e ficou sem cumprir seu objetivo principal. Ele foi diante do príncipe Henrique da Alemanha para confirmar a paz entre seu pai, Imperador Frederico, e o pontífice, com os sicilianos e os lombardos. Ele estava presente no Palácio de Latrão na absolvição do rei Guilherme da Escócia, que havia sido excomungado pelo arcebispo Roger de York.
Acompanhou o Papa Alexandre III a Veneza em março de 1177 e voltou com o papa para Roma. Optou pela ordem dos cardeais-presbíteros e pelo título de São Clemente em setembro de 1178. Juntamente com os Cardeais Ubaldo Allucingoli, bispo de Ostia e Velletri, e Giovanni de Santos João e Paulo, foi nomeado mediador da paz estipulada entre o papa e o povo romano; obtiveram a apresentação do Antipapa Inocêncio III, que foi preso na fortaleza de Cavi com alguns de seus seguidores. Consta que foi Arcipreste da Basílica Patriarcal do Vaticano. Subscreveu mais bulas papais emitidas entre 21 de dezembro de 1178 e 24 de maio de 1181 e entre 5 de novembro de 1181 e 15 de julho de 1182. Foi vice-chanceler da Santa Igreja Romana entre 1182 e 1183.
Morreu em 1183, mas não se conhece o local.

### Conclaves
- Eleição papal de 1181 - participou da eleição de Ubaldo Allucingoli como Papa Lúcio III